# ترمانتاس
ترمانتاس (به لاتین: Turmantas) یک منطقهٔ مسکونی در لیتوانی است که در اوکشتایتیا واقع شده‌است.

## خصوصیات
ترمانتاس ۳۹۷ نفر جمعیت دارد.